# Maria Klawe
Maria Margaret Klawe (ur. 1951 w Toronto) – informatyczka i piąta przewodnicząca Harvey Mudd College (od 1 lipca 2006). Urodziła się w Toronto w 1951 r., została naturalizowaną obywatelką USA w 2009 r. Wcześniej była dziekanem Wydziału Inżynierii i Nauk Stosowanych na Uniwersytecie Princeton. Jest znana ze swojego wsparcia dla kobiet w dziedzinach STEM.

## Biografia
Klawe urodziła się w Toronto w Ontario. W okresie od 4 do 12 roku życia mieszkała w Szkocji, a następnie wróciła do Kanady, gdzie zamieszkała z rodziną w Edmonton w prowincji Alberta.
Klawe studiowała na Uniwersytecie Alberty. Zdobyła tytuł Bachelor of Science w 1973 r. W 1977 roku uzyskała stopień doktora nauk matematycznych.
Dołączyła do wydziału matematyki na Oakland University jako adiunkt w 1977 roku, została tam przez rok. Rozpoczęła drugi doktorat z informatyki na Uniwersytecie w Toronto, ale zaproponowano jej stanowisko wykładowcy przed ukończeniem studiów. Podjęła decyzję o uzyskaniu doktoratu z informatyki, nigdy wcześniej nie studiowała tego przedmiotu.
Spędziła osiem lat w przemyśle, pracując w Almaden Research Center IBM w San Jose w Kalifornii, najpierw jako naukowczyni, następnie jako kierowniczka Grupy Matematyki Dyskretnej. Następnie wraz z mężem Nickiem Pippengerem przeniosła się na Uniwersytet Kolumbii Brytyjskiej, gdzie przebywała przez 15 lat i była kierowniczką Wydziału Informatyki w latach 1988-1995, wiceprezeską ds. Studenckich i akademickich w latach 1995-1998 oraz dziekanem nauk ścisłych w latach 1998-2002. Z UBC przeniosła się do Princeton, a następnie Harvey Mudd College, gdzie jest pierwszą kobietą przewodniczącą.
Kiedy przybyła do Mudd, tylko około 30% studentów i wykładowców stanowiły kobiety. Obecnie jest to około 45% studentów i ponad 40% kadry nauczycielskiej. Stała się obywatelką Stanów Zjednoczonych w dniu 29 stycznia 2009 roku. W 2009 roku, dołączyła do rady dyrektorów Microsoft Corporation.

## Odznaczenia
Klawe została członkinią stowarzyszenia Stowarzyszenia dla Maszyn Liczących w 1996 r., jest założycielką Canadian Information Processing Society (2006 r.), od 2009 r. członkinią Amerykańskiej Akademii Sztuk i Nauk, stypendystką Amerykańskiego Towarzystwa Matematycznego (2012 r.) oraz stowarzyszenia Association for Women in Mathematics w 2019 r.
Otrzymała doktoraty honoris causa na Uniwersytecie Ryersona w 2001 r., Uniwersytecie w Waterloo w 2003 r., Queen's University w 2004 r., Dalhousie University w 2005 r., Uniwersytecie Acadia w 2006 r., Uniwersytecie Alberty w 2007 r., Uniwersytecie Ottawskim w 2008 r., Uniwersytecie Kolumbii Brytyjskiej w 2010 r., University of Toronto w 2015 r., Uniwersytecie Concordia w 2016 r., i Uniwersytecie McGilla w 2018 roku.
Była laureatką nagrody Woman of Vision ABIE Award for Leadership 2014 od Anita Borg Institute.
W 2018 roku znalazła się wśród „America's Top 50 Women In Tech” magazynu Forbes.
Pełniła również funkcję prezeski Stowarzyszenia dla Maszyn Liczących od 2002 do 2004 roku, a w 2004 roku otrzymała nagrodę im. A. Nico Habermanna.
Ma liczbę Erdosa równą 1.

## Praca naukowa
Najczęściej cytowane prace badawcze Klawe dotyczą algorytmów rozwiązywania problemów optymalizacji geometrycznej, wyborów rozproszonych liderów i problemu galerii sztuki, oraz badań wpływu płci na gry elektroniczne. Założyła projekt Aphasia, współpracę między UBC i Princeton w celu badania afazji i opracowywania pomocy poznawczych dla osób na nią cierpiących, po tym, jak jej przyjaciółka Anita Borg zachorowała na raka mózgu.

## Praca społeczna
Klawe była mocno zaangażowana w zwiększanie reprezentacji kobiet w dziedzinach STEM. Podczas gdy Klawe była dziekanem na UBC, została przewodniczącą NSERC-IBM ds. kobiet w nauce i inżynierii. Odpowiadała za zwiększenie udziału kobiet w nauce i inżynierii. W ciągu pięciu lat jako przewodnicząca zwiększyła liczbę kobiet na kierunkach informatycznych z 16% do 27% oraz liczbę kobiet na wydziałach informatyki z 2 do 7. W 1991 roku wraz z Nancy Leveson założyła Committee on the Status of Women in Computing Research przy Computing Research Association i była jego pierwszą współprzewodniczącą.
Była także osobistą przyjaciółką Anity Borg i przewodniczącą Rady Powierniczej Anita Borg Institute for Women and Technology w latach 1996–2011. Klawe była wielką orędownikiczką negocjowania płac przez kobiety, miała w tej sprawie odmienne stanowisko do Satyi Nadelli, CEO Microsoftu.
Klawe przypisuje brak kobiet w dziedzinach technicznych temu, jak media przedstawiają kobiety. Stwierdziła, że programy telewizyjne w latach 70. pokazywały mężczyzn i kobiety, którzy mieli udane kariery lekarskie i prawnicze, co to spowodowało, że liczba kobiet idących do medycyny gwałtownie wzrosła.